# Кудричи (Могилёвская область)
Кудричи (бел. Кудрычы) — деревня в Мстиславском районе Могилёвской области Белоруссии. Входит в состав Красногорского сельсовета.

## География
Деревня находится в северо-восточной части Могилёвской области, в пределах Оршанско-Могилёвской равнины, на расстоянии примерно 3 километров (по прямой) к юго-востоку от Мстиславля, административного центра района. Абсолютная высота — 197 метров над уровнем моря. Через населённый пункт проходит республиканская автодорога Р15.

## История
В конце XVIII века деревня входила в состав Мстиславского воеводства Великого княжества Литовского.
Согласно «Списку населенных мест Могилёвской губернии» 1910 года издания населённый пункт входил в состав Ковшовского сельского общества Казимирово-Слободской волости Мстиславского уезда Могилёвской губернии. В деревне имелось 33 двора и проживало 252 человека (129 мужчин и 123 женщины).

## Население
По данным переписи 2009 года, в деревне проживало 7 человек.